# Jolaurlo
Gli Jolaurlo sono stati un gruppo musicale italiano, formato a Bologna nel 2000, con componenti di origine pugliese, e attivo fino al 2012

## Storia

### Gli inizi (2000–2001)
Gli Jolaurlo (letto "io-la-urlo") nascono nel 2000 per mezzo di Marzia Stano (voce, synth, autrice dei testi) e Gianni Masci (chitarra elettrica e autore della musiche) ad Acquaviva delle Fonti, una cittadina della provincia di Bari, dove entrambi frequentano l'istituto Don Milani. Registrano con Antonello Chindemi (basso) e Valentino Caporizzi (batteria) le prime tracce messe in onda dall'emittente underground barese Controradio.
L'anno successivo vincono il concorso Pagella rock e aprono un concerto dei Prozac+ in provincia di Milano. Sempre nel 2001 vincono la prima edizione del BariGround, che li porta a collaborare con il Diamond Studio di Bari, dove è registrata la seconda demo, Enjoy.it.

### Prima pausa eD'istanti(2002–2006)
Nel 2002 Marzia si trasferisce a Bologna per frequentare il DAMS, a seguirla è solo Gianni che si iscrive alla Music Academy 2000.
Nel 2003, partecipano al Meeting del mare a Marina di Camerota, facendo da gruppo di spalla a Articolo 31 e 24 Grana. Conoscono Sergio Maglietta, Elio Manzo e Vinci Acunto della band napoletana Bisca, con i quali iniziano una collaborazione per un album, registrato al Nut Studio di Napoli nel 2003. In primavera tornano sul palcoscenico cilentano, aprendo il concerto a Caparezza e a Le Vibrazioni.
Marzia e Gianni tornano a Bologna e nel gruppo entrano il batterista Gianluca Rimei, il bassista Bruno De Sanctis e la chitarrista Rossella Pellegrini. Vincono la prima edizione del concorso Music Village e partecipano ad Arezzo Wave, tenendo 180 concerti.
Nel 2004 Rimei lascia la formazione, ed entrano Paolo Di Filippo (batteria) e Leonida Maria (proiezioni video, drum machine e synth)
Ad ottobre firmano un contratto per la Tube Records, e viene pubblicato D'istanti, da cui viene lanciato il video del brano Ansiolitic, girato da Davide Rizzo e Adam Selo della Elenfant Film.
Nel 2005 partecipano allo Sziget Sound Festival, aprendo il concerto degli Ozric Tentacles.
La band vince il festival aretino dei gruppi emergenti, ed è scritturata per la rassegna itinerante 4 Venti live ideata dall'agenzia Komart, famosa per aver lanciato artisti come Roy Paci, Caparezza e Negramaro.
Partecipano al Neapolis Festival con Iggy Pop, Robert Plant e Carlos Santana.

### InMediataMentee nuovo progetto (2007–2010)
L'8 giugno 2007 sono tra i gruppi di apertura del concerto degli Evanescence al Metarock Festival di Pisa. Entrano in contatto con il management di Carmen Consoli e Max Gazzè, la OTR Live, che gli propone un accordo discografico.
A luglio aprono il concerto dei Misfits (gruppo musicale) al festival Acqua in Testa di Bari.
Il nuovo produttore è Daniele Grasso e cambiano batterista con Salvatore "Tore" Nobile. Viene inciso a Catania il secondo album InMediataMente, pubblicato nel novembre 2007 per OTR live/Tube Records/Venus. Viene estratto il singolo In movimento, parte della colonna sonora del film Due volte genitori di Claudio Cipelletti e sigla del programma televisivo Diversamente uguali.
Nel 2008 partecipano, piazzandosi al primo posto, alla quarta edizione del concorso su base nazionale Primo maggio tutto l'anno, aggiudicandosi quindi la possibilità di esibirsi davanti al pubblico del concerto del 1º maggio, in Piazza San Giovanni in Laterano a Roma, in diretta televisiva.
Intanto nel gruppo entra il DJ Maurice Noah per i synth e i campionatori ed esce Leonida.
Partecipano al concorso Heineken Jammin' Contest 2008, dove vengono selezionati per l'Heineken Jammin' Festival. Il 6 luglio seguente sono gruppo di supporto a Siouxsie Sioux al Metarock Festival.
Viene realizzato il video di In movimento in collaborazione con la disegnatrice Karin Andresen e diretto da Davide Rizzo per la Elenfant Film di Bologna.
Il bassista De Sanctis lascia il gruppo ma non sono introdotti nuovi componenti. Il 18 ottobre si tiene il concerto di chiusura del tour di InMediataMente: viene registrato il video Annarella per la regia di Renato Giugliano.

### L'ultimo disco del 2011
Nel 2009 Marzia e Gianfranco Pastore (manager della band dal 2005) danno vita al progetto Se noi lo facciamo tu low fi?, un progetto in cui il pubblico produce, promuove e sceglie il titolo del terzo disco della band.
Nel 2010 partecipano al concorso indetto dall'ANCI e dal comune di Bisceglie. L'organizzazione del concorso affida loro una borsa di lavoro di 16.000,00 € da destinare alla promozione del futuro nuovo album.
A conclusione del progetto Se noi lo facciamo, tu low fi?, il pubblico sceglie come nome del nuovo album Meccanica e natura pubblicato nel 2011da Irma Records. Polistirolo è primo singolo estratto.

## Progetto solista
Nell'aprile 2014 Marzia Stano ha inciso l'album Una nessuna centomila, con lo pseudonimo UNA, seguito da Come in cielo così in terra nel settembre 2014. e AcidaBasicaErotica nel 2018.

## Formazione

### Ultima formazione
- Marzia Stano (voce, synth)
- Gianni Masci (chitarra elettrica, basso elettrico, programmatore, octopad, voce)
- Rossella Pellegrini (basso elettrico, chitarra elettrica)
- Maurice Noah (programmatore, campionatore, synth)
- French Brini (batteria)

### Ex componenti
- Antonello Chindemi (basso)
- Valentino Caporizzi (batteria)
- Gianluca Rimei (batteria)
- Paolo Di Filippo (batteria)
- Leonida Maria (synth, drum machine)
- Bruno De Sanctis (basso)
- Salvatore Nobile (batteria)

### Manager
- Gianfranco Pastore
- Dario Guglielmetti
- Giuseppe Ponti
- Antonia Peressoni

## Discografia

### Demo
- 2001 - Enjoy.it

Partecipazione a compilation
° 2007 - Diritti N.O.N Umani: brano - Missione e Sottomissione

### Album
- 2005 - D'istanti
- 2007 - InMediataMente
- 2011 - Meccanica e natura